# Cou Š’-ming
Cou Š’-ming (čínsky pchin-jinem Zōu Shìmíng, znaky zjednodušené 邹市明, tradiční 鄒市明, * 18. března 1981 v Cun-i, Čína) je bývalý čínský profesionální boxer nastupující v muší váze.
Je olympijským vítězem z her 2008 v Pekingu a her 2012 v Londýně. Také získal bronz na hrách 2004 v Aténách. Je trojnásobný amatérský mistr světa. Vše v lehké muší váze.
V roce 2013 započal profesionální kariéru. Od 19.7.2014 do 7.3.2015 byl držitelem mezinárodního pásu organizace WBO. Dne 7.3.2015 si připsal první profesionální porážku coby neúspěšný vyzyvatel o titul mistra světa organizace IBF.
Je 164 cm vysoký.

## Medaile z mezinárodních amatérských soutěží
- Olympijské hry - bronz 2004, zlato 2008 a 2012
- Mistrovství světa – stříbro 2003, zlato 2005, 2007 a 2011
- Mistrovství Asie – stříbro 2004 a 2007
- Univerziáda – zlato 2004
- Asijské hry – zlato 2006 a 2010

(vše lehká muší váha)

## Profibilance
11 utkání – 9 vítězství (2× k.o.) – 2 porážky
| Výsledek | Bilance | Soupeř                    | Typ výsledku | Kolo     | Datum      | Místo konání                                           |
| výhra    | 1–0     | Eleazar Valenzuela        | body (3:0)   | 4 kola   | 6.4.2013   | Cotai Arena, Macao, Čína                               |
| výhra    | 2–0     | Jesus Ortega              | body (3:0)   | 6 kol    | 27.7.2013  | Cotai Arena, Macao, Čína                               |
| výhra    | 3–0     | Juan Tozcano              | body (3:0)   | 6 kol    | 24.11.2013 | Cotai Arena, Macao, Čína                               |
| výhra    | 4–0     | Yokthong KKP              | TKO          | 7. z 8   | 22.2.2014  | Cotai Arena, Macao, Čína                               |
| výhra    | 5–0     | Luis De la Rosa           | body (3:0)   | 10 kol   | 19.7.2014  | Cotai Arena, Macao, Čína                               |
| výhra    | 6–0     | Kwanpichit OnesongchaiGym | body (3:0)   | 12 kol   | 22.11.2014 | Cotai Arena, Macao, Čína                               |
| prohra   | 6–1     | Amnat Ruenroeng           | body (0:3)   | 12 kol   | 7.3.2015   | Cotai Arena, Macao, Čína                               |
| výhra    | 7–1     | Natan Santana Coutinho    | TKO          | 8. z 12  | 30.1.2016  | Šanghajské orientální sportovní centrum, Šanghaj, Čína |
| výhra    | 8-1     | Jozsef Ajtai              | body (3:0)   | 10 kol   | 11.6.2016  | Madison Square Garden, New York                        |
| výhra    | 9-1     | Prasitsak Phaprom         | body (3:0)   | 12 kol   | 5.11.2016  | Thomas & Mack Centre, Las Vegas, Nevada                |
| prohra   | 9–2     | Šo Kimura                 | TKO          | 11. z 12 | 28.7.2017  | Šanghajské orientální sportovní centrum, Šanghaj, Čína |